# Oyster card

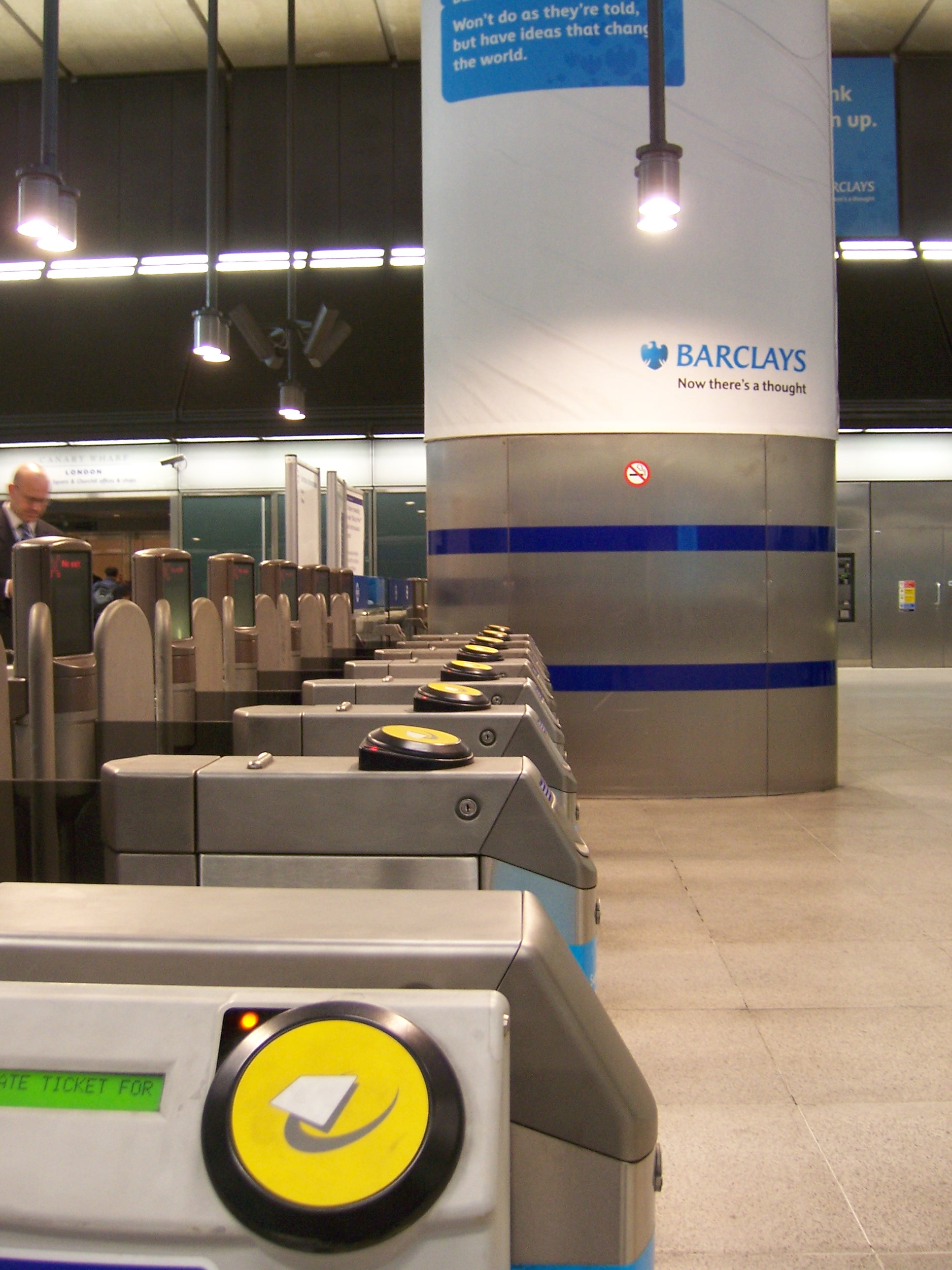
Lector electrònic al metro.

Oyster card és una targeta electrònica que es fa servir als serveis de transport públic al Gran Londres (Regne Unit). És promogut per Transport for London i és vàlida en diferents sistemes com Metro de Londres, autobusos, Docklands Light Railway (DLR), London Overground, trams i alguns serveis National Rail.
La targeta és de color blau, de la mida d'una targeta de crèdit i permet una varietat de tiquets. És una targeta intel·ligent sense contacte que els passatgers passen per sobre de lectors electrònics a l'entrada i sortida del transport. Les targetes es recarreguen en nombroses punts de venda. Fou dissenyada per reduir el nombre de transaccions a les finestretes i el nombre de bitllets de paper. La utilització es promociona mitjançant una oferta de tarifes més barata amb targetes Oyster en comparació amb tiquets de paper.
Es va començar a utilitzar el juliol de l'any 2003 i el 2007 més de 10 milions de targetes s'han utilitzat.

## Oyster card (pay as you go) a National Rail
L'acceptació de l'Oyster card (pay as you go) a National Rail a Londres (Anglaterra) s'ha limitat a un nombre restringit de serveis de National Rail, des de la introducció de l'Oyster card al Metro de Londres el gener de 2004.
En resposta a una oferta, de Transport for London, de finançament a les empreses operadores al Gran Londres, hi ha diversos plans per a ampliar l'acceptació de la targeta a la xarxa de ferrocarril de Londres, i s'espera que TfL anuncïi plans perquè s'accepti a tots els trens de rodalia.

### Acceptació actual i futura
L'acceptació de la targeta Oyster a la xarxa de National Rail està en progrés d'implementació al llarg de les àrees Travelcard de Londres.
Les targetes intel·ligents estan sent introduïdes a la xarxa de National Rail, i serà possible de carregar-hi un viatge comprat a caixa, a internet o a les màquines de venda. Els viatges que comencin als afores de Londres podran utilitzar les targetes en algunes ocasions i la tarifa s'aplicarà a l'arribar a Londres.